# Намі Мелумад
Наама «Намі» Мелумад ( івр. נעמה (נמי) מלומד; народилась 5 грудня 1988) — ізраїльсько-нідерландська кіно- та телевізійна композиторка, диригентка, флейтистка і піаністка з Лос-Анджелеса. Мелумад найбільш відома своєю роботою над серіалами «Paramount+», «Зоряний шлях: Дивні нові світи» і "Зоряний шлях: Вундеркінди", Marvel - «Тор: Любов і грім», фільмом HBO Max — «Американський огірочок», серіалом Amazon - «Амнезія» та відеогрою у віртуальній реальності Medal of Honor: Above and Beyond.

## Раннє життя та кар'єра
Намі народилася і виросла в Рамат-Гані, Ізраїль. Вона відвідувала середню школу Blich, де вивчала теорію музики, композицію, гру на флейті та хімію. У школі вона почала цікавитися кіномузикою, а також написала музику для дитячої театральної вистави. Грала на класичному фортепіано, флейті та гітарі. Після завершення військової служби в Армії оборони Ізраїлю Намі була прийнята безпосередньо на другий курс міждисциплінарного композиційного відділу Єрусалимської академії музики і танцю та отримала ступінь бакалавра музики з композиції. Серед її вчителів були Йосеб Барданашвілі, Майкл Вольпе та Рафі Кадішзон. Вона писала в основному для документальних фільмів, короткометражних оповідань, реклами та сцени. Намі переїхала до Лос-Анджелеса в 2014 році, щоб взяти участь у програмі випускників з озвучування кінофільмів (раніше відома як SMPTV) в школі музики Торнтон при Університеті Південної Каліфорнії.
Намі озвучила понад 130 проектів, включаючи художні фільми, серіали, короткометражні фільми тощо. Вона стала першою жінкою, яка знялася в епізоді франшизи «Зоряний шлях» — «Зоряний шлях: Короткі шляхи», «Q&A» і отримала кілька нагород за свою роботу, зокрема Hollywood Music in Media Awards за фільм Passage (2018), Найкраща короткометражна музика на фестивалі Fimucité (2017), а також премію Маршалла Гокінса — Найкраща оригінальна музика на кінофестивалі Idyllwild (2018). Її партитура до фільму «Через стіну» принесла їй номінацію на XIV премію Джеррі Голдсміта (2019).
Вона була однією з 12 композиторів з усього світу, яких відібрали для участі у відомому тренінгу зі створення музики до фільмів ASCAP 2016 року з композитором Річардом Беллісом. У жовтні 2016 року її партитура до фільму «Гра розуму» була виконана наживо ансамблем Helix Collective Ensemble у театрі Ebell в Лос-Анджелесі. У травні 2017 року її твір «New Zealand's Guide To Tessering» виконав Голлівудський камерний оркест. Як оркестрантка вона працювала над фільмом "Русальнока" і альбомом Everybody музиканта Logic.
У 2019 році Намі створила оригінальну музику для повнометражного фільму «Senior Love Triangle».
Намі є членом організації «Жінки в кіно» (Лос-Анджелес), членом правління Альянсу жінок-кінокомпозиторів і членом Академії телебачення з правом голосу.

## Вибрана дискографія
Як композитор
- Тор: Любов і грім (2022) – у співпраці з Майклом Джаккіно
- Зоряний шлях: Дивні нові світи (2022) (серіал)
- Жінка в будинку через дорогу від дівчини у вікні (2022) (серіал)
- Далеко від дерева (2021)
- Зоряний шлях: Вундеркінд (2021–2022) (серіал)
- Medal of Honor: Above and Beyond (2020) – (відеогра) у співпраці з Майклом Джакіно
- Американський огірочок (2020) – *на основі оригінальних тем Майкла Джаккіно
- Амнезія (2019–2020) (серіал, Amazon/Sony)
- Зоряний шлях: Короткі шляхи : "Q & A" (2019) (телесеріал, CBS/The Secret Hideout)
- Тупік (2019) (серіал, Israeli Public Broadcasting Corporation )
- Senior Love Triangle (2019)
- Перед світанком (2019)
- Міс Аризона (2018) (Side Gig Productions)
- Subira (2018)
- The Adventures of Thomasina Sawyer (2018)
- Trico Tri Happy Halloween (2018)
- Church & State (документальний) (2018)
- This Day Forward (2018)
- Passage (короткометражний) (2018)
- The Big Nothing (2017) (TV Series, Israel's YES Kidz Channel)

## Нагороди та номінації
| Рік      | Результат  | Нагорода                                          | Категорія                                                                                     | Робота                            |
| -------- | ---------- | ------------------------------------------------- | --------------------------------------------------------------------------------------------- | --------------------------------- |
| 2023 рік | Перемогла  | Нагороди Товариства композиторів і ліриків (SCL). | Премія Девіда Раксіна за нові таланти                                                         | Зоряний шлях: Дивні нові світи    |
| 2023 рік | Номінована | Children's and Family Emmy Awards                 | Видатне звукове редагування та зведення звуку для анімаційної програми (як музичний редактор) | Зоряний шлях: Вундеркінд          |
| 2022 рік | Номінована | HMMA                                              | Оцінка – науково-фантастичний фільм                                                           | Тор: Любов і грім                 |
| 2021 рік | Перемогла  | BMI Film & TV Awards                              | BMI Film Music Award - кінофестиваль короткометражних фільмів                                 | Colette                           |
| 2020 рік | Номінована | Премія Міжнародної асоціації кінокритиків         | Проривний композитор року                                                                     |                                   |
| 2020 рік | Номінована | Премія Міжнародної асоціації кінокритиків         | Найкраща оригінальна музика до комедійного фільму                                             | Американський огірочок            |
| 2020 рік | Перемогла  | Премія Міжнародної асоціації кінокритиків         | Найкраща оригінальна музика до відеоігри чи інтерактивного медіа                              | Медаль Пошани: Вище і поза межами |
| 2019 рік | Номінована | Нагороди Джеррі Голдсміта                         | Найкраща музика для короткометражного фільму                                                  | Over the Wall                     |
| 2018 рік | Номінована | HMMA                                              | Оригінальна музика – незалежний фільм                                                         | Міс Аризона                       |
| 2018 рік | Перемогла  | HMMA                                              | Оригінальна музика – короткометражний фільм                                                   | Passage                           |
| 2017 рік | Номінована | HMMA                                              | Оригінальна музика – незалежний фільм                                                         | This Day Foe                      |
| 2017 рік | Перемогла  | Fimucité                                          | Найкраща оригінальна музика – короткометражний фільм                                          | Luminaries                        |